# بليك كلارك
بليك كلارك (بالإنجليزية: Blake Clark)‏ مواليد 2 فبراير 1946 في ماكون، الولايات المتحدة، هو ممثل أمريكي.

## الأعمال
- ريمنغتون ستيل
- حقائق الحياة
- ديزاينينغ وومين
- روزان
- غريس أندر فاير
- القناع
- تحسين المنزل
- ذا درو كاري شو
- بوي ميتس ورلد
- المدرب

## روابط خارجية
- بليك كلارك على موقع IMDb (الإنجليزية)
- بليك كلارك على موقع روتن توميتوز (الإنجليزية)
- بليك كلارك على موقع ألو سيني (الفرنسية)
- بليك كلارك على موقع ميوزك برينز (الإنجليزية)
- بليك كلارك على موقع تيرنر كلاسيك موفيز (الإنجليزية)
- بليك كلارك على موقع أول موفي (الإنجليزية)
- بليك كلارك على موقع قاعدة بيانات الأفلام السويدية (السويدية)
- بليك كلارك على موقع إن إن دي بي (الإنجليزية)
- بليك كلارك على موقع قاعدة بيانات الفيلم (الإنجليزية)
- بليك كلارك على موقع كينوبويسك (الروسية)